# Elma Francois
Elma Francois (Overland, Saint Vincent i les Grenadines, 14 d'octubre de 1897 - ?, 17 d'abril de 1944) va ser una activista política afro-socialista del Carib, considerada com a una de les grans veus activistes africanes a la regió i coneguda pel seu treball sindical, antibelicista i anticolonial. El seu activisme en defensa de la millora de les condicions laborals de la classe treballadora la va portar a ser la primera dona jutjada per sedició a Trinitat i Tobago. El 1985 va ser nomenada Heroïna Nacional de Trinitat i Tobago.

## Trajectòria

### Primers anys

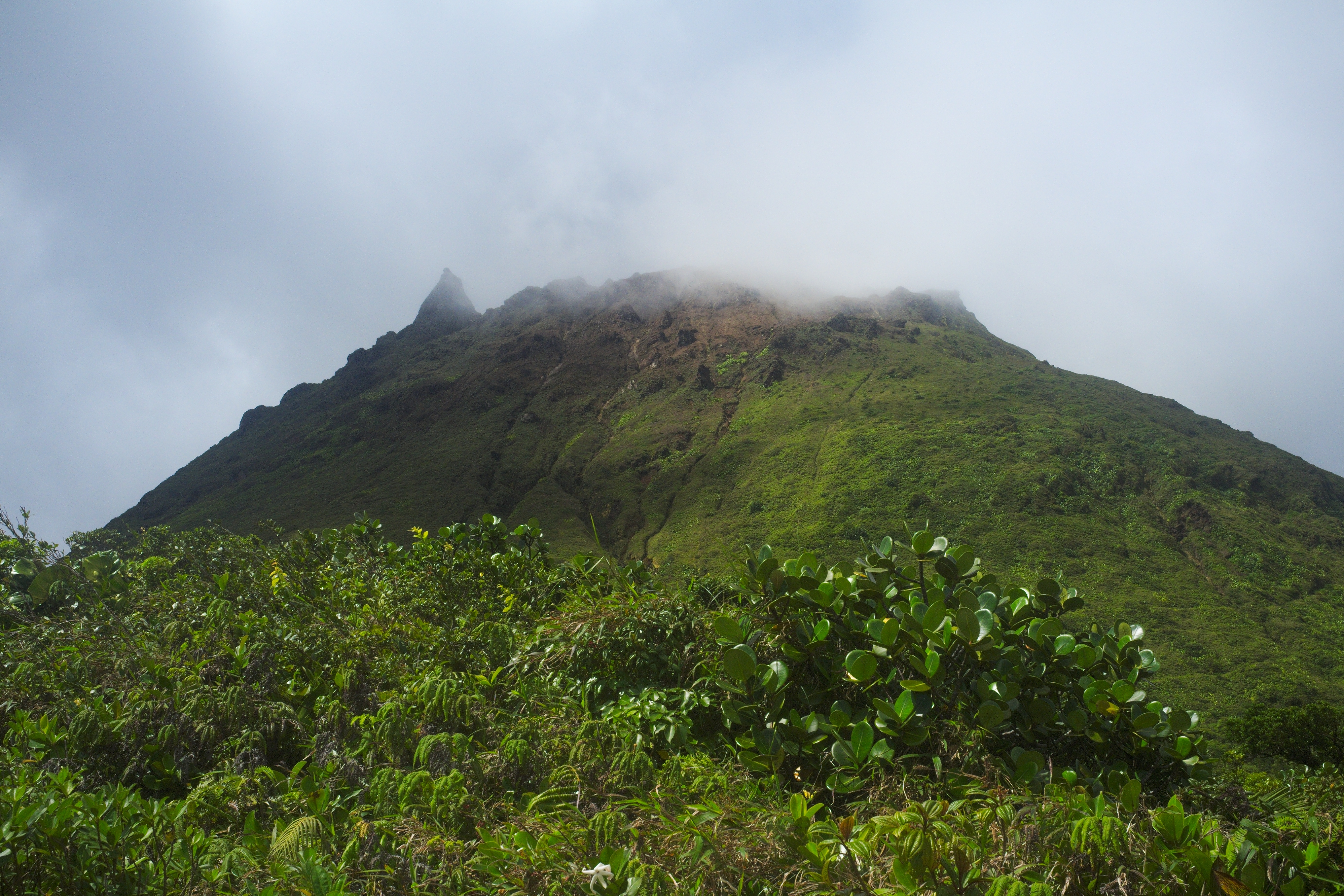
El volcà La Soufrière va deixar a la seva família sense casa ni béns, obligant-los a emigrar.

Tot i que va néixer el 1897 a Overland, illa de Sant Vicent (Carib), el 1902 va emigrar amb la seva família a Kingston, Jamaica, després que l'erupció del volcà La Soufrière els deixés sense casa ni béns. Filla dels treballadors agrícoles Stanley i Estina (Silby), va cursar estudis primaris fins a 5è grau mentre treballava recol·lectant cotó amb la seva mare per un salari molt precari a les finques Arnos Val i Cane Garden, prop de Kingston. La paga estàndard era de 12 a 14 cèntims per dia.
Molt aviat va ser conscient de les injustícies que es produïen amb la classe treballadora i va començar molt jove la seva tasca com a activista. A la fàbrica sucrera Mt. Bentick, indústria controlada pels colonitzadors anglesos, va intentar organitzar als peons per a millorar les seves precàries condicions laborables i, per aquest fet, va ser acomiadada.

### Vida personal
Va compartir la seva vida amb el seu company i camarada, James Barrette, també activista. El 1917 va tenir un fill, Conrad James, que es va veure obligada a deixar a cura de la seva mare per a emigrar a Trinitat i Tobago a la recerca de millors oportunitats. Passats els anys, Elma Francois va veure com el seu fill s'unia a l'exèrcit per a lluitar a la Segona Guerra Mundial. Ella estava en contra que les persones negres s'impliquessin en el conflicte en solidaritat amb la Corona britànica a causa de la discriminació racial que exercien els colons i al seu convenciment que els aliats havien deixat que Hitler actués per contrarestar a Stalin a la Unió Soviètica.
Francois va morir el 17 d'abril de 1944.

### Associació de Treballadors de Trinitat
A Trinitat i Tobago va treballar com a empleada domèstica, si bé mai va deixar de formar-se a si mateixa mitjançant la lectura, la qual cosa li va permetre formar també a uns altres en temes polítics i laborals. Allà es va unir a l'Associació de Treballadors de Trinitat, que estava dirigida pel capità A.A. Cipriani, un exsoldat del Regiment de les Índies Occidentals. El 1944, l'Associació de Treballadors va passar a dir-se Partit Laborista de Trinitat, convertint-se en el primer partit polític del país. La seva ambició era reformar el sistema de la colònia des de dins mitjançant una sèrie de millores graduals per als treballadors.
Francois va començar a xocar amb Cipriani, qui afavoria l'acció de no confrontació i sovint sofria un conflicte d'interessos a causa de la seva posició privilegiada com a terratinent i membre de la classe catòlica criolla francesa. Ella preferia l'acció directa a través dels treballadors en lloc dels ocupadors. Creia que el Dia Internacional dels Treballadors hauria de declarar-se un dia festiu per a celebrar els drets dels treballadors.

### Associació Cultural i Social de Benestar Negre
Elma Francois va conèixer a Jim Headly mentre pronunciava un discurs sobre l'herència africana a Woodford Square. Junts van ser els membres cofundadors del Moviment Nacional d'Aturats, que més tard es va dir Associació Cultural i Social de Benestar Negre (NWCSA). L'associació tenia una orientació marxista i estava compromesa amb l'apoderament dels afrodescendents, especialment de les dones, les veus de les quals eren silenciades sistemàticament, però també comptava amb persones de les comunitats índia i xinesa. Francois va ocupar el càrrec de secretària d'organització i la NWSCA va buscar incloure en els llocs executius tant a homes com a dones.
El 1934, la NWSCA va ajudar a organitzar marxes contra la fam pels drets dels treballadors sucrers i el 1935 va donar suport a la Marxa de la fam de Tubal Uriah Butler. Així mateix, el 1935 va impulsar la resposta nacional contra la invasió italiana d'Etiòpia, la qual cosa va provocar que molts treballadors portuaris es neguessin a descarregar els vaixells italians. També va ajudar a formar el Sindicat de Mariners i Treballadors de la Zona Costanera i el Sindicat de Treballadors Federats.

### Arrest
Francois es va involucrar amb el Partit Butler, que va superar a l'Associació de Treballadors de Trinitat (TWA) com la veu principal dels treballadors de les illes, i va guanyar tres dels divuit escons a les eleccions de 1946, mentre que la TWA no en va guanyar cap. El 1937 va participar en els avalots Butler, que van començar en els camps petroliers com una protesta per les condicions laborals, els salaris, el racisme i l'explotació. La policia va intentar assetjar i infiltrar-se en les reunions de l'NWSCA en suport dels treballadors petroliers.
Després de ser capturada per la policia, Francois va ser jutjada per sedició, convertint-se en la primera dona en la història de Trinitat i Tobago a ser jutjada per aquest delicte. Després de defensar-se a si mateixa, la qual cosa evidenciava la seva forta personalitat donada la discriminació racial i de gènere existent, finalment va ser declarada innocent.

## Reconeixements
El 25 de setembre de 1985 va ser nomenada Heroïna Nacional de Trinitat i Tobago, unint el seu nom al d'altres 25 ciutadans i ciutadanes destacats de l'illa.